# Grigorij Grigorjevič Orlov
Grigorij Grigorjevič Orlov (rusky Григорий Григорьевич Орлов, 17. října 1734, Ljutkino, Tverská gubernie – 24. dubna 1783, Moskva) byl důstojník ruské carské armády z hraběcího rodu Orlovů. Byl znám především jako favorit ruské carevny Kateřiny II.

## Život
Grigorij Orlov se narodil do šlechtické rodiny Orlovů. Jeho rodiči byli Grigorij Ivanovič Orlov (1685–1746), gubernátor Velikého Novgorodu a jeho manželka, Lukerja Ivanovna Zinovjevová (* 1710). Měl čtyři bratry: Alexeje (1737–1808), Ivana (1733–1791), Fjodora (1741–1796) a Vladimíra (1743–1831).
Grigorij byl adjutantem velitele dělostřelectva, polního maršála hraběte Pjotra Ivanoviče Šuvalova. Během sedmileté války byl zraněn v bitvě u Srbínova (Zorndorfu). Následně byl vyslán do Petrohradu jako eskortní důstojník zajatého generála hraběte Zvěřínského. Zde svým zevnějškem zaujal panovnici Kateřinu II., která jej učinila svým milencem. Pro Kateřinu se svými bratry provedl 9. července 1762 atentát na carevnina manžela Petra III. Grigorij se sice nestal, jak doufal, manželem carevny, byl však bohatě odměněn a jmenován do funkce generálního zbrojmistra.
Z důvodu upevňování dobrých prusko-ruských vztahů mu pruský král Fridrich II. Veliký roku 1771 propůjčil Řád černé orlice a carevna Kateřina pro něho v témže roce nechala jako památku za jeho činy při morovém povstání v Moskvě zhotovit čestnou medaili.
Grigorij byl v roce 1762 i se svými bratry povýšen do hraběcího stavu, a v roce 1772 rakouským císařem Josefem II. dokonce na říšského knížete.
Byl rovněž původcem myšlenky vpadnout do týla prostřednictvím výpravy do tureckého středomoří v letech 1769 a 1770.[Chybí souvislost i smysl.]
Coby ruský vyslanec při mírovém kongresu ve Focșani roku 1772 kvůli svému arogantnímu vystupování vůči Turkům dosáhl jen nevelkého užitku pro Rusko. Po zprávě, že carevna Kateřina svou přízeň věnuje knížeti Potěmkinovi, spěchal do Petrohradu. Dříve, než tam dorazil, však obdržel příkaz, aby se odebral do Gatčinského paláce. Tam jej carevna zahrnula novými velkolepými dary a brzy nato mu předala i Mramorový palác v Petrohradě.
Grigorij Orlov žil nadále částečně na cestách, částečně v Moskvě. Později se oženil se svou neteří. Nakonec onemocněl choromyslností a 24. dubna 1783 zemřel ve svém moskevském domě.
Jeho vztah s Kateřinou II. měl pokračování v rodě hrabat Bobrinských a jejich dcery Natálie, která se vdala za baltského hraběte Friedricha von Buxhoeveden.